# Elliott Dodds
George Elliott Dodds CBE (Sydenham 4 maart 1889 - 20 februari 1977) was een Brits journalist en liberaal denker.
Hij was afkomstig uit een koopmansfamilie en studeerde geschiedenis aan de Universiteit van Oxford. Na zijn studie was hij werkzaam als journalist en later als redacteur voor verschillende liberale kranten. Na de Eerste Wereldoorlog probeerde hij meerdere malen - zonder succes - om in het lagerhuis te worden gekozen. Hij bekleedde in de jaren '20 en '30 verschillende bestuursfuncties binnen de Liberal Party en de National League of Young Liberals, van welke laatste organisatie hij van 1932 tot 1937 de voorzitter was. Hij publiceerde de brochures Is Liberalism Dead? (1920), Liberalism in Action (1922) en The Social Gospel of Liberalism (1926) waarin hij zich verzette tegen het beleid van de conservatieven (protectionisme) en Labour (staatsinterventie). Hij was co-auteur van het in 1928 uitgegeven economisch beginselprogramma van de liberale partij, Yellow Book Hierin sprak hij zich uit over mede-eigenaarschap van werknemers in grote bedrijven. 
Dodds, die behoorde tot de klassiek-liberale vleugel van de Liberal Party, moet toch tot de progressieve liberalen worden gerekend, omdat hij zich sterk maakte voor de verdeling van de productiemiddelen onder een zo groot mogelijk deel van de bevolking. Dit moest bereikt worden door iedereen in staat te stellen eigendom te verwerven, en niet zoals de socialisten wilden, de productiemiddelen nationaliseren. De gedachten mede-eigenaarschap sloten aan bij de radicale vleugel van de partij en vertoonden overeenkomsten met het distributisme. Van 1938 tot 1953 was hij voorzitter van het Ownership for All Committee ("Eigendom voor Allen Comité") dat in 1938 het gezaghebbende rapport Ownership for All: The Liberal Party committee’s report on the distribution of property uitbracht. Hoewel geen voorstander van overheidsingrijpen in het economische leven, stond hij positief tegenover het Beveridge Report (1942), waarin werd gepleit voor een moderne verzorgingsstaat. De implementatie door de naoorlogse regeringen wees hij echter van de hand. De implementatie van het door Beveridge voorgestelde beleid moest geen staatsaangelegenheid zijn, maar door zelfhulporganisaties (de traditionele "friendly societies") worden doorgevoerd. Dit was ook hoe Beveridge, die een partijgenoot van Dodds was, het bedoeld had, blijkens de rapporten die Beveridge als vervolg op zijn eerste rapport uit 1942, in 1944 (Free Society) en 1948 (Voluntary State) schreef.
Dat Dodds het liberalisme als een linkse kracht zag, wordt duidelijk in het boek The Unservile State: Essays in Liberty and Welfare (1957) waarvan hij de mede-auteur was. Hij schreef in het eerste hoofdstuk dat zich in het politieke spectrum gepositioneerd moesten worden als " ... the acknowledged leaders of the Left ..."..
In 1948 was Elliott Dodds voorzitter van de Liberal Party. Als liberaal denker hield hij zich voornamelijk bezig met de relatie tussen het vrije individu en de staat.
Elliott Dodds die getrouwd was met een domineesdochter, was als diaken verbonden was aan de congregationalistische kerk van Highfield. In 1973 werd hij Commander of the British Empire (CBE). Hij overleed op 20 februari 1977.

## Verwijzingen
1. ↑  "Yellow", geel, is de partijkleur van de Britse liberalen.
2. ↑  Dodds werd sterk beïnvloed door Hilaire Belloc 1[dode link]
3. ↑  G. Watson e.a.: The Unservile State: Essays in Liberty and Welfare, Crows Nest: Allen & Unwin, 1957, p. 10
4. ↑  R. Ingham: Elliot Dodds, 1889-1977, Liberal History: The website of the Liberal Democrat History Group
5. ↑  Ibidem